# Reflejo de Marie-Foix
El reflejo de Marie-Fox es un reflejo flexor de retirada, de las articulaciones inferiores, producido por un estímulo lento y pasivo de los pies y sus dedos. Fue descubierto por Pierre Marie y Charles Foix, y su ausencia se emplea como signo clínico para el diagnóstico de parálisis de neuronas motoras superiores.